# Melody Gersbach
Melody Gersbach, de son nom complet Melody Adelheid Manuel Gersbach, née le 18 novembre 1985 à Daraga et morte le 21 août 2010 à Bula, est un mannequin philippin. Elle a été élue Miss Philippines International 2009.

## Biographie

### Enfance et études
Melody Gersbach est née d'un père allemand, Wolfgang Gersbach, et d'une mère philippine, Marina Manuel. Elle a grandi à Ángeles. Elle était diplômée en gestion à l'université de l'Asie et du Pacifique. Elle gérait un restaurant familial à Bicol et travaillait comme gestionnaire de l'OCI.

### Élection Miss Philippines International 2009
Le 7 mars 2009, Melody Gerbash a été couronnée Miss Philippines International 2009 à l'âge de 23 ans. Elle a été la deuxième miss à être originaire de la région de bicolandia à remporter ce concours de beauté. Elle a représenté les Philippines lors du concours Miss International 2009 le 28 novembre 2009 à Macao, en Chine, où elle s'est classée parmi les 15 demi-finalistes.

#### Parcours
- Miss Miss Philippines 2009
- 15e au concours Miss International 2009 à Macao, en Chine.

### Décès
Le 21 août 2010, Melody meurt dans un accident de voiture à Bula, où elle circulait avec son maquilleur, Alden Orense et son chauffeur, Santos Ramos Jr lorsqu'il se dirigeait vers la ville de Naga. La voiture est entrée en collision avec un bus. Alden Orense et Santos Ramos Jr. n'ont pas survécu. Ronald Lita, un ami de Melody, a été le seul survivant. La police a déclaré que le bus avait tenté d'éviter un tricycle quand il est entré en collision avec la Toyota Innova où voyageait à bord, Melody Gerbach. Elle était censé assister à la réunion du comité exécutif du concours de beauté Miss Bicolandia 2010 à Avenue Hotel à Naga.
Ses amis et sa famille, y compris Venus Raj, ont assisté à une messe de funérailles à 9 h. Elle a été enterrée à 11h30 au parc commémoratif Sainte Marie à Ángeles, la ville où elle avait grandi